# ぱすてる
『ぱすてる』 (Pastel) は、小林俊彦によるラブコメディ漫画作品。

## 概要
『週刊少年マガジン (WM) 』（講談社）において2002年32号から2003年33号まで連載。その後、兄弟誌である『マガジンSPECIAL (MS)』（同）に掲載誌を移し、2003年10号から2017年2号（最終号）まで連載された。単行本はKCマガジンコミックスより全44巻が発売されている。
広島県尾道市を舞台に、父の死によって只野家に同居することとなった美少女月咲ゆうと、彼女に思いを寄せる心優しい高校生只野麦の二人を中心とした恋愛模様が描かれる。
作者の前作『ぱられる』のリメイク作品であり、「尾道市を舞台に、思春期の男女が親不在の家で同居する」という大枠の設定が引き継がれている。
ゆうが一度、尾道を離れるまでを描いた第1部（WM連載、単行本1 - 6巻）と、ゆうが再び尾道に戻ってきてからを描いた第2部（MS連載、7巻 - ）の2部構成となっている。

## あらすじ

### 第一部
彼女と別れた寂しさを紛らわすために海の家でバイトをしていた只野麦は、店の裏で着替えていた美少女・月咲ゆうと出会い、彼女に惚れるが、連絡先も聞かずに別れてしまう。もう一度会うことを胸に誓い帰宅した麦は、誰もいないはずの自宅でなぜかゆうとの再会を果たす。ゆうの父親が死に、親友である麦の父親に娘を託したため、ゆうとゆうの妹つかさと一緒に住むようになったためであった。ゆうへの思いを秘めたままの同居生活がはじまる。3か月の共同生活の後、ゆう達は再婚していた母の元へと向かうこととなり、尾道を後にする。

### 第二部
義父がアメリカへと赴任することとなったため、日本の大学への進学を希望するゆうは日本へ残ることとし、再び只野家での共同生活が始まる。新たな同居人に南野マコが加わってからしばらく経ち、周りの後押しも受けてついに麦はゆうへと告白をする。恋人としてつきあいはじめた2人であったが、同居を続けるために極近しい人物以外には二人の関係は隠し、高校卒業までは密かな交際を続けることとなる。

## 登場人物
※年齢などは初登場時のもの。

### 只野家
只野 麦（ただの むぎ）
本作の主人公。初登場時高校1年生。父・健が仕事のためにほとんど家におらず、幼い時に母親を亡くして以降、実質的に一人暮らしであった。このため、家事全般に通じており（自称「日本一所帯染みた高校生」）、特にお好み焼きを始めとして料理が非常に得意で、将来は料理の道に進むことを夢見る。ゆう達と暮らし始めて以降もほとんどの家事は麦が受け持っている。
高1の夏に向島でゆうと出会い惚れる。ゆうに一途で、何度か女の子からの告白を受けるも全て断っている。何度も告白する機会を得ながらも、ゆうの居場所を奪ってしまう可能性を考え、自分の気持ちを抑えるような思いやりがあって優しい性格。自分のことを思ってくれていた人達のことを思い、遂に14巻で告白をする。
学力は大学進学が危ぶまれるレベル。
月咲 ゆう（つきさき ゆう）
本作のヒロイン。初登場時高校1年生。亡父の遺言により健（麦の父）を頼り、つかさと共に東京都の阿佐ヶ谷から只野家へと引っ越してくる。その後1部終了時に母の思いを汲み一度東京へと戻るが、義父の渡米が決まった際に、行きたい獣医学部があるとの理由から日本に残ることを決め、再び只野家にやって来た。
天然ボケで多少抜けたような所もあるが、姉としてしっかりしており、明るく優しい性格。だが、結構焼き餅焼きで怒らすと冷たい態度となる。食べることが大好きなため多少の不機嫌は美味しい物で解決。しかし自分で料理するのは大の苦手であり、味噌汁を爆発させたこともある。その他の家事もあまり得意ではないようであるが、洗濯だけは父が入院していたこともあり得意である。
寝起き・寝相が悪く、プロレスが好きで雷が苦手。勉強スポーツ共に得意で、写真部に所属。高1時のサイズは T162/B87/W56/H84。バストの重さは片方800g。
月咲 つかさ（つきさき つかさ）
ゆうの2つ下の妹。姉と共に只野家にやって来る。2部においては義父達に従い渡米し、現地の学校に通っているが、休みの度に帰国し只野家にやって来る。
ゆうとは少し異なり、とても明るく天真爛漫で能天気な性格で、イタズラ好きの振り回しキャラである。麦の弱みを握り、大好物であるハンバーグを作らせることが得意。姉のことを「私のヒーロー」と呼び大変慕っている。麦の恋を応援するという名目で様々な企画を立てるがあまり効果は無く、実際にはつかさ本人が楽しむための要素が強い。格闘ゲームの鉄拳が得意だが、さゆりには勝てず彼女を「師匠」と呼ぶ。麦のことは「麦ちゃん」、一機のことは「黒いおじさん」と呼ぶ。
只野 健（ただの けん）
麦の父親。カメラマンとして世界中を飛び回っているためほとんど家にはいないが、時折帰ってきてはトラブルをおいて行く。ゆう達が居ても平気で裸のままうろつき、おならをするような騒々しいすちゃらか親父。大学時代からの親友であったゆうの父親から娘達を託され、ゆう達を只野家へと連れて来る。ゆうの父親とはライバルでもあり、些細なくだらないことでも競い合っていた。帰宅すると麦に髪を切らせる。なお、只野家の表札には豆太郎とみかんの名前はあるが健の名前はない。
南野 マコ（みなみの マコ）
片乳1.5kgというもの凄い巨乳の23歳の女性。アラスカでオーロラを見ながら泣き続けていた彼女を放っておけず、健が再婚相手として只野家に連れてきた。ただし、再婚相手というのは冗談であることが後に判明する。ノリがよく明るい性格ゆえか、非常識な行動の多いトラブルメーカーで、つかさ以上に麦達を振り回している。高校の同級生だった彼氏が3年前に死亡し、ずっと思い続けていた。野球拳で1枚も脱がずに4人抜きをするというものすごい強運の持ち主。多くの男がその胸に惑わされるため、買い物に行くと多くのおまけがついて来る。
豆太郎（まめたろう）
ゆうが飼っているセント・バーナードで、ゆうが小さい時に母が誕生日プレゼントとして買われて来たため既に老犬。この犬を気に入ったゆうが、自分の大好きな駄菓子の名前をつけたため、豆太郎という名前になった。
みかん
雨の日にゆうが拾ってきた子猫。名前の通り、蜜柑のような色をしており、蜜柑のダンボールですてられていた。色と名前の由来は蜜柑が作者の好物であるため。「みかんの心」という番外編では、みかんの視点で描かれており、ゆうと麦の恋愛が進展しないことにヤキモキして、イタズラをしていた。

### 麦の周りの人々
三宮 一機（さんみや かずき）
麦とまなみの幼なじみ。麦との付き合いはまなみよりも古く親友。色黒で背が高く、20歳以上に見えるが麦と同い年。バイクに乗り、腕っ節が強く、無茶なことをし続けるワイルドな性格なため、まなみの友達など一部の生徒からは恐れられている。よく髪型を変える。遊びに行く先々でナンパをしており、軽薄な男に見られがちだが、実は10年間まなみを思い続けており、後輩から告白をされた際にもわざと嫌われるような行動をとっている。麦のことを好きなまなみを見守り続け、自分の気持ちを隠し続けていた。自身の18歳の誕生日についに告白をし、付き合うこととなる。勉強はあまり出来ないためか高校を出たら働くつもりでいる。姉がいるが弟同様かなりワイルドなようである。
崎谷 まなみ（さきや まなみ）
麦と一機の幼なじみ。小学生の時に引っ越してきて、引越し当日に麦と一機に知り合った。小5の時からずっと麦のことが好きであったが、ひな子がいたために身を引いていた。麦とひな子が別れ、しばらくしてから告白するも、既に麦はゆうのことが好きになった後であったため振られてしまう。一年程後に再度告白するが、幼馴染みとして自分を大切に思うが故の麦の言葉を受け止め、その恋心に終止符を討つ。後に一機に告白されて付き合い始め、以降は麦の恋を応援している。
加山 ひな子（かやま ひなこ）
麦の元彼女でまなみの親友。東京への引っ越しによって、お互いがお互いに振られたと思っていたため、麦との恋人関係は自然消滅したが、麦のことが忘れられず高3の夏休みに麦に会いに尾道までやってきた。
かなりドジな性格でよくぶつかり、よく転ぶ。しかし不思議と怪我はしない。怖い物を見るなど極度に緊張すると気絶してしまう。中学生に間違われるような外見もあり、「ほっとけない」と思わせるような娘。
渡瀬 さゆり（わたせ さゆり）
麦の近所に住んでいたお姉さんで、東京の大学に通いながらモデルとして活躍中。麦には姉ちゃんと呼ばれ実の姉のように接しており、また麦の母親が亡くなって以降は、料理を教えたりと母親の代わりも務めてきた特別な存在。彼女にとっても麦は特別な存在であり、帰郷の際には実家より先に麦の家に向かう。
格闘ゲームの鉄拳が得意で、つかさから「師匠」として慕われている。ビールが好きで、麦の家に来ては毎回飲んでいる。9巻において麦達に四条拓実との婚約を話したが麦の賛成がなければ結婚はしないとゆうに話す。後に四条の人柄を見て安心した麦に祝福され18巻で結婚する。
志波 哲（しば てつ）
和食屋「まる」を営む料理人で、麦の目標となる人物。食器にもこだわりを持っており、かなり高い食器も店では使用している。プロレス観戦の帰りの麦とゆうを雨宿りをさせてくれたことが縁で知り合い、麦の才能を認めバイトとして雇う。スキンヘッドに髭を蓄え、眼鏡をかけた厳つい風貌をしている。口癖は「むう…」。あおいに対しては憎からず思ってはいるが、画家として自由に飛び回る彼女を自分が鎖となって縛りつけないようにと素っ気ない態度を取る。
園辺 あおい（そのべ あおい）
結構評価されている18歳の放浪画家で、雨の日に限り時々ふらっと哲の店にやって来る。抱きつき魔でキス魔。哲のことが好きで猛烈にアタックしているが相手にされていない。スレンダーで綺麗な体型をしているが、胸がないことを気にしている。

### その他
三宮 億人（さんみや おくと）
一機のいとこで、麦達が夏にバイトする海の家の息子。小学生くらいと思われるが非常にませており、彼女がいる。
立花 優時（たちばな ゆうじ）
麦と同学年で同じ高校に通う美男子で、性格も明るくもてる。好きな子がいると突っ走る性格で、かなり積極的にゆうに声をかけて来る。フランス料理屋の息子。
村上 菊（むらかみ きく）
麦と同学年で同じ高校に通う、目が大きく、人形のようなかわいい娘。勉強が得意。「いやし系」として非常にもてるが、実際には計算された演技であり、だまされている人間を小馬鹿にしている。合コンで場違いな麦をからかい遊ぼうとするが、ゆうの登場で失敗し、「気に入らない」という理由だけでゆうに化けて悪い噂を流す。ゆうへの嫌がらせとして麦を落とそうとするが、麦の純粋さに触れたことによって自身が変わることとなった。実家は金持ちで向島に別荘を持っている。
岩井（いわい）
ゆうとつかさの母親。名前は不明。ゆうが小学生の頃に離婚して家を出て、後に再婚。ただし定期的にゆう達とは会っていたようである。前夫が死んだ際にゆう達を引き取ろうとするが、再婚相手に子供がおり、母が大変だからという理由でゆうが断った。後にゆう達を引き取るために離婚を決意する。結果的には離婚をせずにゆう達を引き取ることとなり、ゆうとつかさが尾道を離れることとなる。2部では夫の仕事の都合で渡米している。餃子が得意。
花山 花（はなやま はな）
哲の紹介で麦がバイトに行った料理屋の娘で、同じ高校の一つ後輩。麦の仕事ぶりを見て惚れたようで、学校に手作りの弁当を持って来るなどの積極的な行動をとる。ひな子に似ている。
大知（たいち）
さゆりの友達の子供。
岩井 めぐみ（いわい めぐみ）
麦の高校の一つ先輩で、一機曰く「3年の中では断トツの美人」。生徒会副会長で、写真部で入選歴多数。中一の時に麦に自転車を直してもらったことをきっかけに麦に恋をするも、ずっと打ち明けられずにいたが、東京の大学に進学し尾道を離れる前の最後の思い出にと学校の送別会の挨拶で、全校生徒の前で麦へのデートを申し込む。
四条 拓実（しじょうたくみ）
さゆりの婚約者の家具職人。家具を見ると修理をはじめる。アルコールが駄目で仕事の後のトマトジュースが大好き。
笹川 誠（ささかわ まこと）
東京時代のゆうの友達で、何度もゆうにアタックしていたが振られる。通称、笹やん。大阪在住。
春野 うらら（はるのうらら）
麦と同学年でともに赤点補習を受ける。麦の通う学校でエロカワで人気。バレーボールで推薦を狙っているらしい。 小さいころからの腐れ縁の秋山光一郎のことがずっと好きだったが、当の秋山はゆうの話ばかりをするので告白することができなかった。そのためゆうに憧れ、いろいろ相談を持ちかける。しかし、ゆうも自分にあこがれていることを知り、ゆうに相談した次の日に秋山に告白し、晴れて付き合うことになった。
春野 萌（はるのもえ）
春野うららの妹。麦の通う学校の後輩。小説家を目指している。
倉橋（くらはし）
ゆうの初恋らしき相手。尚、初恋は麦らしい。東京にやってきたゆうに交際を申し込むも、断られる。
ペッパー
月咲 つかさのアメリカの友達。

## 同時収録短編
『ぱすてる』の単行本に併録されている短編。
キャンディーガールに花束を
『マガジンSPECIAL』 2005年1号に掲載された読切で、『ぱすてる』11巻に併録されている。受験に悩む市川真人と彼に突然声をかけて来た少女の恋愛を描く。
あぷりこっとガール
『マガジンワンダー』2004年夏号に掲載された読切で、『ぱすてる』13巻に併録されている。人気の先輩からデートの誘いを受けた杏が、幼馴染みの慎吾に相談を持ちかけ、デートの成功を目指す様を描く。
ハッピーアイスクリーム
『マガジンSPECIAL』 2009年6号に掲載された読切で、『ぱすてる』24巻に併録されている。自宅に帰ると、自分のベッドに謎の美少女が…。突然の出会いから始まる梅原良平と謎の美少女、音子とのふれあいを描く。
みかんの心
『マガジンSPECIAL』 2009年6号に掲載された読切で、『ぱすてる』25巻に併録されている。本編「ぱすてる」の番外編の短編で、麦の家で飼っている猫のみかんの視点から描く。

## 書誌情報
- 小林俊彦 『ぱすてる』 講談社〈KCマガジンコミックス〉、全44巻
  1. 2002年11月15日第1刷発行（11月13日発売[2]）、ISBN 4-06-363175-3
  2. 2002年12月17日第1刷発行（12月14日発売[3]）、ISBN 4-06-363181-8
  3. 2003年2月17日第1刷発行（2月7日発売[4]）、ISBN 4-06-363206-7
  4. 2003年5月16日第1刷発行（5月14日発売[5]）、ISBN 4-06-363238-5
  5. 2003年7月17日第1刷発行（7月16日発売[6]）、ISBN 4-06-363264-4
  6. 2003年9月17日第1刷発行（9月14日発売[7]）、ISBN 4-06-363288-1
  7. 2004年2月17日第1刷発行（2月15日発売[8]）、ISBN 4-06-363340-3
  8. 2004年7月16日第1刷発行（7月14日発売[9]）、ISBN 4-06-363402-7
  9. 2004年12月17日第1刷発行（12月16日発売[10]）、ISBN 4-06-363463-9
  10. 2005年4月15日第1刷発行（4月14日発売[11]）、ISBN 4-06-363511-2
  11. 2005年7月15日第1刷発行（7月14日発売[12]）、ISBN 4-06-363555-4
  12. 2005年11月17日第1刷発行（11月16日発売[13]）、ISBN 4-06-363595-3
  13. 2006年3月17日第1刷発行（3月16日発売[14]）、ISBN 4-06-363640-2
  14. 2006年7月14日第1刷発行（同日発売[15]）、ISBN 4-06-363693-3
  15. 2006年12月15日第1刷発行（同日発売[16]）、ISBN 4-06-363758-1
  16. 2007年4月17日第1刷発行（同日発売[17]）、ISBN 978-4-06-363817-2
  17. 2007年8月17日第1刷発行（同日発売[18]）、ISBN 978-4-06-363866-0
  18. 2007年12月17日第1刷発行（同日発売[19]）、ISBN 978-4-06-363926-1
  19. 2008年5月16日第1刷発行（同日発売[20]）、ISBN 978-4-06-363984-1
  20. 2008年9月17日第1刷発行（同日発売[21]）、ISBN 978-4-06-384039-1
  21. 2009年1月16日第1刷発行（同日発売[22]）、ISBN 978-4-06-384084-1
  22. 2009年4月17日第1刷発行（同日発売[23]）、ISBN 978-4-06-384119-0
  23. 2009年8月17日第1刷発行（同日発売[24]）、ISBN 978-4-06-384169-5
  24. 2009年12月17日第1刷発行（同日発売[25]）、ISBN 978-4-06-384222-7
  25. 2010年4月16日第1刷発行（同日発売[26]）、ISBN 978-4-06-384280-7
  26. 2010年9月17日第1刷発行（同日発売[27]）、ISBN 978-4-06-384361-3
  27. 2010年12月17日第1刷発行（同日発売[28]）、ISBN 978-4-06-384414-6
  28. 2011年4月15日第1刷発行（同日発売[29]）、ISBN 978-4-06-384472-6
  29. 2011年7月15日第1刷発行（同日発売[30]）、ISBN 978-4-06-384518-1
  30. 2011年11月17日第1刷発行（同日発売[31]）、ISBN 978-4-06-384578-5
  31. 2012年3月16日第1刷発行（同日発売[32]）、ISBN 978-4-06-384641-6
  32. 2012年7月17日第1刷発行（同日発売[33]）、ISBN 978-4-06-384703-1
  33. 2012年11月16日第1刷発行（同日発売[34]）、ISBN 978-4-06-384766-6
  34. 2013年3月15日第1刷発行（同日発売[35]）、ISBN 978-4-06-384828-1
  35. 2013年7月17日第1刷発行（同日発売[36]）、ISBN 978-4-06-384892-2
  36. 2013年11月15日第1刷発行（同日発売[37]）、ISBN 978-4-06-394963-6
  37. 2014年4月17日第1刷発行（同日発売[38]）、ISBN 978-4-06-395026-7
  38. 2014年10月17日第1刷発行（同日発売[39]）、ISBN 978-4-06-395216-2
  39. 2015年3月17日第1刷発行（同日発売[40]）、ISBN 978-4-06-395290-2
  40. 2015年8月17日第1刷発行（同日発売[41]）、ISBN 978-4-06-395465-4
  41. 2015年12月17日第1刷発行（同日発売[42]）、ISBN 978-4-06-395568-2
  42. 2016年4月15日第1刷発行（同日発売[43]）、ISBN 978-4-06-395655-9
  43. 2016年10月17日第1刷発行（同日発売[44]）、ISBN 978-4-06-395786-0
  44. 2017年2月17日第1刷発行（同日発売[45]）、ISBN 978-4-06-395864-5